# 고요한
고요한(高요한, 1988년 3월 10일~)은 FC 서울에서 활약했었던 원클럽맨이다. 골키퍼, 센터백를 제외한 거의 모든 포지션을 소화할 수 있는 유틸리티 플레이어이며 종교는 가톨릭으로 세례명은 요한이다. 현재 울산 HD FC 코치로 재직중이다.

## 구단 경력
2004년, 창원 토월중학교를 중퇴하고 FC 서울에 입단하며 일찍 프로 무대에 입문하였다.
2006년, 리그컵에서 첫 프로 데뷔 경기를 치른 후 2007 시즌과 2008 시즌에서 각각 3경기와 2경기에 출장하였으며 2009년에는 이청용이 볼턴 원더러스로 이적한 이후 주전 출장 기회를 잡기 시작하였다. 하지만 주전 경쟁에서 확실한 우위를 점하지 못하며 2009 시즌과 2010 시즌 통틀어 23경기 출전에 그쳤다.
2011 시즌 AFC 챔피언스리그 조별 예선 알 아인과의 경기에서 선제골을 터뜨린 것을 시작으로 컨디션을 끌어 올렸고 시즌 후반에는 오른쪽 풀백으로 보직을 바꿔 경기에 모습을 드러내었다. 이후 주전 풀백으로 도약하였고, 2012 시즌 38경기에 출장하여 팀의 K리그우승에 큰 공헌을 했다.
2013 시즌에 FC 서울이 차두리를 영입한 후 다시 윙어로 포지션을 옮겼다. 4월 28일 9라운드 강원 FC와의 리그 경기에 교체 투입되어 2골 1도움을 터트리는 활약을 펼쳤고 팀은 3-2로 역전승을 거뒀다.
2014시즌 AFC 챔피언스리그 조별예선 2차전 베이징 궈안 원정경기에서 동점골을 넣으며 1-1 무승부를 거둘 수 있게 했다.
3월 26일 K리그 클래식 4라운드 제주 유나이티드와의 경기에서 후반 23분 선제골을 터뜨리며 팀의 리그 첫승을 이끌었다.
11월 9일 수원 삼성 블루윙즈와의 경기에서 0-0으로 종료될 것 같던 후반 48분 결승골을 터뜨리며 라이벌전 승리의 일등공신이 되었다.
2015시즌에는 33경기 2골 1도움을 기록했다.
2016년 5월 25일 우라와 레드 다이아몬즈와의 AFC 챔피언스리그 16강 2차전에서 연장 후반 15분 중거리슛으로 동점골을 터뜨렸다. 이 골로 서울은 승부차기에서 7-6으로 승리하며 극적인 8강진출을 이뤄냈다.
2017시즌에는 28경기에 출전해 2골을 기록했다.
2018년 4월 11일 포항 스틸러스와의 경기에서 0-1로 뒤지고 있던 상황에서 전반 32분 동점골, 후반 17분 역전골을 성공시키며 2-1 승리를 이끌었다. 2018시즌 후반기를 앞두고 이을용 감독대행의 결정으로 부상으로 이탈중인 신광훈에서 고요한을 새 주장으로 선임했다.
2019년 역시 주장으로 선임 되었다.
2020년 3년째 서울의 주장을 연임했다. 이는 FC 서울 역사상 최장 기간 주장을 역임하게 되었다. 2020시즌 8라운드 울산 현대전에 출전하면서 K리그 400경기 출장 기록을 달성했다.
2023 시즌 종료후 은퇴 하였으며, FC서울의 원클럽맨이다.

## 지도자 경력
현역 은퇴 후, 2024년 2월 2일 FC 서울 U-18 오산고등학교 축구부에서 코치로서 첫 지도자 생활을 시작하게 됐다. 과거 팀 동료인 윤시호 감독을 보좌하고, 2023시즌 서울 1군 코치였던 황은찬 코치와 함께 오산고로 내려가게 됐다.
2025년 8월 8일 울산에 부임한 신태용 감독의 코치진에 합류하면서 프로 첫 지도자 커리어를 밟게 되었다. 

## 국가대표팀 경력
2009년, K리그에서의 활약을 바탕으로 10월 14일에 열리는 세네갈과의 평가전에 나설 국가대표팀에 선발되었으며 후반 중반 투입되어 A매치 데뷔전을 치렀다.
2012년, 최강희감독의 부름을 받아 8월 15일 광복절에 열리는 잠비아와의 경기에 포지션 변경 후로는 처음으로 국가대표로써 소집되었다. 이후 브라질 월드컵 아시아 최종 예선 우즈베키스탄과의 경기에서 오른쪽 풀백으로 출전하였다.
2013년 EAFF 동아시안컵에 당시 팀동료 하대성, 윤일록과 함께 소집되어 주전으로 활약하였다
2014년 브라질 월드컵을 앞두고 열린 대한민국 축구 국가대표팀의 전지훈련 명단에 이름을 올렸다.
2017년 11월 10일, 콜롬비아와의 평가전에서 상대팀 에이스인 하메스 로드리게스를 완벽히 차단하면서 강한 인상을 남겼다.
2017년 EAFF E-1 챔피언십 대한민국 국가대표팀 명단에 포함되었다.
2018년 러시아 월드컵 대한민국 국가대표팀 명단에 포함되었다.

2018년 6월 27일 독일과의 러시아 월드컵 조별리그 3차전에서 후반 34분 황희찬과 교체투입되며 월드컵 무대에 데뷔했다.

## 수상 내역

### 선수
FC 서울
- K리그1

● 우승 (3): 2010, 2012, 2016
● 준우승 (1): 2008
● 3위 (1): 2014
● 4위 (3): 2006, 2013, 2015
- FA컵

● 우승 (1): 2015
● 준우승 (2): 2014, 2016
- 리그컵

● 우승 (2): 2006, 2010
● 준우승 (1): 2007
● 3위 (1): 2009
- AFC 챔피언스리그

● 준우승 (1): 2013
● 3위 (2): 2014, 2016
 대한민국
- EAFF E-1 챔피언십

● 우승 (1): 2017

## 참고 자료
- FC서울 고요한 “원클럽맨으로 20년 채우고 싶다”
- 클럽 맨(One Club Man)’, ② FC 서울 MF 고요한
- '원클럽맨' 고요한, 13년을 돌아보며 그린 '새 꿈'
- '캡틴' 고요한이 말하는 2018년의 FC서울 그리고 월드컵 (1편)
- '절치부심' 고요한, "FC서울이 돌아왔다는 것 알리겠다"(2편)
- '원클럽맨' 고요한, "FC서울의 감독 꿈꿔도 될까요? (3편)